# MBO
MBO là viết tắt của cụm từ Quản lý theo mục tiêu: (Management By Objectives - MBO). Bản chất là khoán việc. Gần ngược so với MBP ( quản lý theo quá trình )

## Ưu điểm
- Cấp dưới sáng tạo
- Tạo chủ động
- Tính linh động cao
- Nhiều thời gian cho lãnh đạo
- Công bằng, minh bạch theo đúng năng lực

## Nhược điểm
- Không đảm bảo tính tập trung
- Dễ sai lạc
- Khó đúng chuẩn
- Không kiếm soát được quy trình
- Có thể thậm chí sai hướng
- đòi hỏi người thực hiện phải có tinh thần trách nhiệm cao